# Rajka
Rajka (németül: Ragendorf, horvátul: Rakindrof) község Győr-Moson-Sopron vármegye Mosonmagyaróvári járásában. Északról Szlovákia, nyugatról Ausztria határolja.

## Fekvése
A község a Mosoni-síkság északnyugati csücskében, a Duna Körtvélyesi-(Somorjai) víztározójának közelében, Mosonmagyaróvártól 15 kilométerre északnyugatra, Pozsonytól pedig 20 km-re délkeleti irányban helyezkedik el. A 15-ös főút mellett fekszik. Tőle nyugatra halad el az M15-ös autópálya, illetve az országhatáron túli folytatása, a D2-es autópálya, amelyek az E65 és E75 európai útvonalak részei. Ez az egyetlen település a megyében, amely (részben) a 48. szélességi körtől északra fekszik.

### Közlekedése

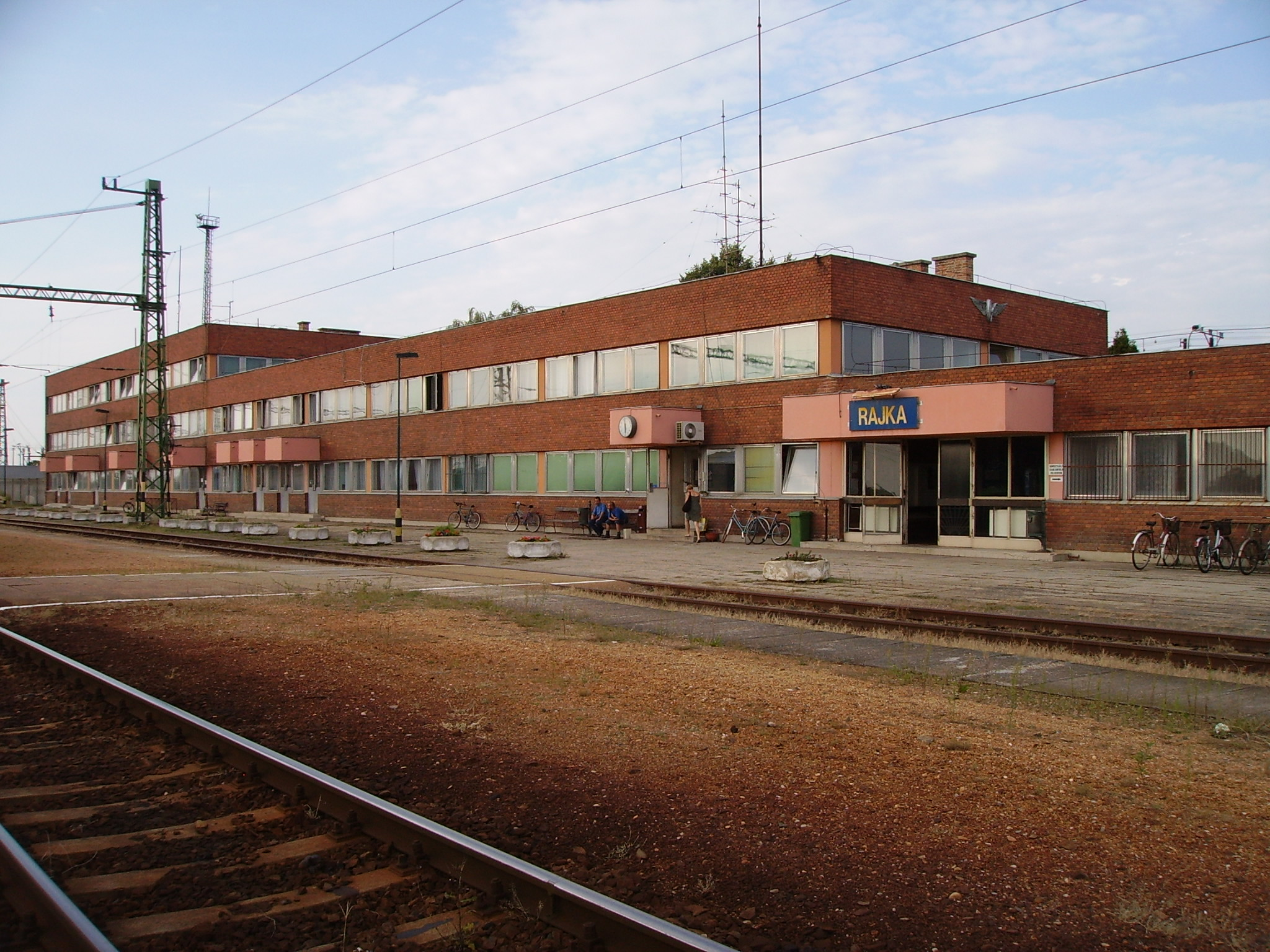
Rajka vasútállomás

A település központjának főutcája az országos közútként 1408-as út, mely Mosonmagyaróvár északi részén ágazik ki a 15-ös főútból, Feketeerdő és Dunakiliti érintésével éri el Rajkát, végül a 15-ösbe visszatorkollva ér véget. Utolsó szakaszán ágazik ki észak felé a Dunacsún felé vezető, de országos közútként csak az államhatárig számozódó 1409-es út. 1996 és 1998 között elkészült a települést elkerülő M15-ös autópálya. A legközelebbi ausztriai település, Németjárfalu (Deutsch Jahrndorf) felé az 1502-es út vezet Rajkáról; ezen közelíthető meg a Magyarország, Ausztria és Szlovákia hármashatáránál kialakított pihenőpark is.
Rajka vonattal a Budapest–Hegyeshalom–Rajka-vasútvonalon érhető el. 2009 októberétől 801-es jelzéssel helyi buszjárat közlekedett a pozsonyi Szlovák Nemzeti Színház új épületétől Rajkáig, amelyet 2010 decemberében négy megállóval bővítettek ki. 2015 szeptemberétől a járat csak az oroszvári vasútállomásig megy, elkerülve Dunacsúnt.

## Története
Kiss Lajos földrajzi etimológiai szótára szerint először 1297-ben, Royka alakban fordult elő írott forrásban a község neve, amely valószínűleg szláv személynévből keletkezett. A templom első említése 1313-ból ismert, a torony átmeneti román-gót stílusa ebből az időből származhat. Nagy Lajos 1352-ben villa Rajk néven említette okiratában, amelyben Schwarz Hermannak, a magyaróvári várőrség tisztjének udvartelket adományozott. 1683-ban a Bécs ostromából visszavonuló törökök Rajkát is fölégették. Bél Mátyás a 18. században tekintélyes mezővárosként említette: „A lakosok többnyire németek...” Rajka 1721-től mezőváros. Első evangélikus temploma 1650-ben épült, ezt 1784-ben újraépítették, s 1923-ban tornyot is kapott. 1741-ben új templomot emeltek a katolikusok is. 1830-ban posztó-, 1912-ben szalaggyárat alapítottak a településen.
A kiegyezés Rajkára is jelentős hatást gyakorolt. A Rajkai járás központjává vált, vasútállomást, postát és távirdát kapott, s 1897-ben nagyközség lett. Trianont követően járásszékhelyi szerepe megszűnt. A második világháború alatt a németek fölrobbantották a Rajkát Dunakilitivel összekötő Kis-Duna hidat. A párizsi béketárgyalásokon a csehszlovák fél kérte a falu átadását a pozsonyi hídfő részeként, de ez nem teljesült. 1946 tavaszán a német lakosság zömét, 859 főt kitelepítettek. 2007-ben a schengeni egyezményhez való csatlakozással megszűnt a határellenőrzés és a határátkelőhelyek szabadon átjárhatóvá váltak, ami felértékelte a települést a pozsonyiak számára.

### Napjainkban
A Pozsonyi agglomeráció közelsége miatt a közelmúltban 5 ezer fősre duzzadt népességű község a második világháború óta az első magyarországi település, amelyben többségében szlovák nemzetiség él. Amióta a két ország közötti határon megszűnt az ellenőrzés, a könnyebb mobilitás elsősorban a gazdasági indítékú szuburbanizációt élénkítette. Pozsonyból a polgárok leginkább az olcsóbb megélhetés (főleg a kedvező árú ingatlanok) miatt költöznek ide. Emellett előnyt jelent számukra, hogy Rajkán majdnem mindenhol elérhető a két legnagyobb szlovák mobilszolgáltató (Orange Slovensko, T-Mobile Szlovákia), illetve foghatók a szlovák digitális és analóg felszíni tévécsatornák is. 2012-ben a lakosság fele, 2022-ben közel a 70 százaléka szlovák állampolgár volt. A betelepülés a korábban ott élő embereknek is több munkalehetőséget biztosít, mivel a település lakossága megduplázódott.

## Közélete

### Polgármesterei
- 1990–1994: Varga Kálmán (független)[9]
- 1994–1998: Varga Kálmán (független)[10]
- 1998–2002: Varga Kálmán (független)[11]
- 2002–2006: Varga Kálmán (független)[12]
- 2006–2010: Bazsó Lajos (független)[13]
- 2010–2014: Kiss Vince (független)[14]
- 2014–2019: Kiss Vince (független)[15]
- 2019–2024: Kiss Vince (független)[16]
- 2024– : Kiss Vince (független)[1]

## Népesség
A település népességének változása:
| Lakosok száma | 2597 | 2572 | 5239 | 5244 | 5630 | 5588 |
|               | 2013 | 2014 | 2021 | 2022 | 2023 | 2024 |

2011-es népszámlálás során a lakosok száma 2622 volt, közülük 70,3%-a magyarnak, 19,4% szlováknak, 10,3% németnek, 2,6% más nemzetiségűnek mondta magát (14,9% nem nyilatkozott; a kettős identitások miatt nagyobb a végösszeg 100%-nál). A vallási megoszlás a következő volt: római katolikus 49,5%, evangélikus 2,9%, református 2%, görögkatolikus 0,2%, más felekezetű 0,7%, felekezeten kívüli 11,9% (32,9% nem nyilatkozott).
A 2022-es népszámlálás során a lakosok száma 5239 fő; 63,2%-a szlovák, 37,2%-a magyar, 3%-a német volt. Vallási megoszlás: római katolikus 27,2%, evangélikus 2,6%, református 1,1%, görög katolikus 0,7%, más felekezetű 3,4%, felekezeten kívüli 22,1% (43,0% nem válaszolt)

## Nevezetességei
- Hennin–Zichy-kastély, a Stahrenberg-ház, ma evangélikus paplak, Liszt Ferenc nagyapjának háza.
- Római katolikus Szent Márton-templom – 13. századi, többször átépítették.
- Evangélikus templom
- Szoborpark a magyar–szlovák–osztrák hármashatáron.

## Nevezetes rajkaiak
- Itt született 1669-ben Forgách Simon császári és királyi tábornok, kuruc tábornagy.
- Itt született 1883. október 23-án vitéz Jány Gusztáv (eredetileg Hautzinger) vezérezredes, a Magyar 2. hadsereg parancsnoka.
- Itt született 1890. július 14-én Knapp Miksa válogatott labdarúgó